# Доходный дом наследниц Хлудовых
Доходный дом наследниц Хлудовых — крупномасштабное здание, расположенное в Москве на углу улицы Рождественки и Театрального проезда. Обладает признаками памятника архитектуры, государством не охраняется. Здание построено в конце XIX века архитектором Львом Кекушевым; в 1934 году капитально перестроено по проекту Сергея Чернышёва. В настоящее время в здании располагается Министерство транспорта России.

## История
В 1877 году торцевая часть квартала между улицами Рождественкой и Неглинной, прилегающая к Театральному проезду и состоявшая из двух участков, стала сначала собственностью купца 1-й гильдии и потомственного почётного гражданина Герасима Хлудова, а после его смерти в 1885 году они отошли к его дочерям. В 1908 году наследницы объединили свои участки в одно владение, и на этой территории были выстроены Центральные («Китайские») бани. Главным архитектором строительства выступал Семён Эйбушиц, однако, будучи загружен другими заказами, он с 1890 года переложил ряд обязанностей на своего молодого помощника Льва Кекушева.
Значительный вклад Кекушева в возведении Центральных бань сделала закономерным его приглашение для воплощения следующего замысла сестёр Хлудовых — строительства торгового дома, который занял бы оставшуюся часть квартала между Неглинной и Рождественкой, обращённую к Китай-городу. Весной 1894 года зодчий запросил в Московской городской управе разрешение на возведение в этом месте четырёхэтажного здания под магазины. Учитывая, что в ноябре 1895 года было подано очередное прошение о сохранении временных лесов и заборов, строительство продолжалось, как минимум, до 1896 года. Выстроенное сооружение вместе с примыкавшими к нему банями представляли собой единый многофункциональный комплекс: помимо магазинов здесь расположились также конторы, питейные заведения, выставочные залы и жилые помещения. Вероятно, самому Кекушеву нравился этот дом, ибо он квартировал в нём несколько лет.
После Октябрьской революции в здании разместился Москоммунхоз. В 1924—1925 годах на третьем этаже был организован архив Московского коммунального музея. В 1930-х годах дом был надстроен ещё тремя этажами и реконструирован под административные цели, в результате чего он лишился массивного купола, архитектурной декорации и многих элементов объёмно-пространственной композиции. Сейчас в здании располагается Министерство транспорта России.

## Описание
Фасад изначально четырёхэтажного дома эклектичен, решён архитектором с использованием форм классической и барочной архитектуры. 
В настоящее время здание имеет 7 этажей. Его масштабность подчёркнута срезанным углом с трёхгранным эркером, который как бы обрамлён большим порталом в 5 средних этажей. Тяготеющий к формам Ренессанса карниз сильно вынесен вперёд. Верхний аттиковый этаж, под которым можно увидеть весьма необычный кессонированный пояс, перфорирован окнами с украшающими тонкими чёрными колоннами простенками. Дополнительную пластику фасадам придают размещённые под окнами 4-го этажа балконы. Зрительно здание выглядит несколько облегчённым кверху за счёт того, что в нижних этажах оконные проёмы весьма крупные, а на 4-м, 5-м и 6-м их сменяют по три узких встроенных проёма в ту же ширину.